# خورخي هومبيرتو رودريغيز
خورخي هومبيرتو رودريغيز ألفاريز (بالإسبانية: Jorge Humberto Rodríguez)‏ (مواليد 20 مايو 1971 في لايونيون) لاعب كرة قدم سلفادوري دولي معتزل كان يجيد اللعب في خط الوسط .

## روابط خارجية
- خورخي هومبيرتو رودريغيز على موقع الدوري الأمريكي (الإنجليزية)
- خورخي هومبيرتو رودريغيز على موقع قاعدة بيانات كرة القدم.إي يو (الإنجليزية)
- خورخي هومبيرتو رودريغيز على موقع ناشيونال فوتبول تيمز (الإنجليزية)